# Marcus Licinius Crassus (consul în 30 î.Hr.)
Marcus Licinius Crassus (n. secolul I î.Hr., Roma Antică – d. secolul I î.Hr.) a fost un  om politic și militar din Republica Romană târzie. A fost nepotul triumvirului Marcus Licinius Crassus. A purtat titlul de consul în anul 30 î.Hr. împreună cu viitorul împărat Octavian. Este cel mai bine cunoscut pentru campaniile sale din Tracia, Moesia și Dacia în perioada proconsulatului Macedoniei, dar pentru care nu a avut parte de titlurile militare care i s-ar fi cuvenit.